# Tetrastichus kivuensis
Tetrastichus kivuensis är en stekelart som beskrevs av Jean Risbec 1958. Tetrastichus kivuensis ingår i släktet Tetrastichus och familjen finglanssteklar. Inga underarter finns listade i Catalogue of Life.